# 粥見郵便局
粥見郵便局（かゆみゆうびんきょく）は、三重県松阪市飯南町にある郵便局。民営化前の分類では集配特定郵便局であった。

## 概要
- 〒515-1499三重県松阪市飯南町粥見3819
  - かつては旧飯南町を飯南郵便局と共に担う集配郵便局であったが、民営化直前の集配業務再編において、当局は配達センターとされたため、民営化後も郵便事業株式会社の支店は併設されず、集配センターが併設された。

## 沿革
- 2007年（平成19年）3月5日 - ゆうゆう窓口（郵便時間外窓口）を廃止し、配達センター局に移行。
- 2007年（平成19年）10月1日 - 民営化に伴い、併設された郵便事業松阪支店粥見集配センターに一部業務を移管。
- 2012年（平成24年）10月1日 - 日本郵便株式会社発足に伴い、松阪郵便局粥見集配センターを粥見郵便局に統合。
- 2015年（平成27年）2月2日 - 飯南郵便局から集配業務を移管。

## 取扱内容
- 郵便、印紙、ゆうパック、内容証明
- 貯金、為替、振替、振込、国債
- 生命保険、バイク自賠責保険、がん保険
- ゆうちょ銀行ATM
- 旧飯南町全域の集配業務

## 風景印
- 図案は茶摘み風景、井尻遺跡、櫛田川の巨岩。
- 局名表記は「三重 粥見」
- 使用開始日は1998年（平成10年）9月1日

## 周辺
- 国道166号線
- 旧和歌山街道
- 粥見神社
- 道專寺
- 松阪市飯南地域振興局